# Walter Colli
Walter Colli (São Paulo, 24 de março de 1939) é um médico, bioquímico e cientista brasileiro, reconhecido por suas contribuições à bioquímica e biologia molecular, especialmente no estudo da interação entre Trypanosoma cruzi e células hospedeiras. Professor emérito da Universidade de São Paulo (USP), Colli é uma figura destacada na ciência brasileira, tendo recebido o Prêmio Almirante Álvaro Alberto em 2014, uma das mais altas honrarias da ciência no país.

## Biografia
No ano de 2021, foi homenageado pela Universidade de São Paulo (USP) com o título de professor emérito por suas contribuições à instituição e dedicação ao trabalho e pesquisa.

### Vida pessoal
Nascido no Brás, bairro de imigrantes italianos em São Paulo, Colli cresceu em condições modestas. Após a morte do pai aos nove anos, foi morar com familiares e trabalhou desde a adolescência no armazém de um tio, conciliando o emprego com estudos em escolas públicas. Em 1953, ingressou na Faculdade de Medicina da USP (FMUSP), atraído pela pesquisa em Genética e pela estabilidade profissional da medicina.
Durante a faculdade, participou de um grupo de teatro onde conheceu Anita, sua esposa. O casal teve dois filhos e netos. Em entrevistas, Colli destaca o papel da família em sua carreira, especialmente durante seu período no exterior (1966-1969), quando Anita o acompanhou em seu pós-doutorado em Nova York.

### Formação e carreira acadêmica
Walter Colli formou-se em Medicina pela Faculdade de Medicina da Universidade de São Paulo (FMUSP) e doutorou-se em Bioquímica pelo Instituto de Química da mesma universidade. Sua carreira acadêmica na USP começou em 1980 como professor titular, cargo que ocupou até 2009, quando passou a atuar como colaborador sênior. Foi diretor do Instituto de Química (IQ-USP) em dois mandatos (1986–1990 e 1994–1998) e recebeu o título de Professor Emérito em 2021 em reconhecimento às suas contribuições à instituição.
Além disso, Colli exerceu cargos de liderança em outras instituições, como a direção do Instituto Butantan (1999) e do Instituto de Relações Internacionais da USP (2006–2009). Também participou ativamente de órgãos colegiados da USP, incluindo o Conselho Universitário e a Comissão Especial de Regimes de Trabalho (Cert).

### Contribuições científicas
Colli dedicou cinco décadas ao ensino de Bioquímica e Biologia Molecular para estudantes de graduação. Sua pesquisa concentrou-se na interação entre Trypanosoma cruzi (parasita causador da doença de Chagas) e células hospedeiras, com descobertas fundamentais sobre a estrutura da membrana do parasita e seu mecanismo de infecção. Entre suas contribuições destacam-se:
- Identificação de moléculas de superfície do T. cruzi, como a família de glicoproteínas TC85/GP85, envolvidas na adesão e invasão celular.
- Estudos pioneiros sobre vesículas extracelulares liberadas pelo parasita, que facilitam sua entrada nas células hospedeiras.
- Caracterização de glicoinositolfosfolipídeos (GIPLs), estruturas essenciais para a interação do parasita com vetores e hospedeiros.

As suas pesquisas tiveram impacto internacional, colaborando com cientistas argentinos, americanos e europeus, e ajudou a consolidar a parasitologia molecular no Brasil.

### Reconhecimentos e prêmios
Colli recebeu diversas honrarias ao longo de sua carreira, incluindo:
- Doutor Honoris Causa pela Universidade de Buenos Aires.
- Membro da Academia Brasileira de Ciências e da Academia de Ciências do Mundo em Desenvolvimento (TWAS).
- Grã-Cruz e Comendador da Ordem do Mérito Científico do Brasil.
- Prêmio Almirante Álvaro Alberto (2014), concedido pelo CNPq, em reconhecimento à sua trajetória científica.[2][5]
- Professor Emérito da USP.[3]

## Atuação em políticas científicas
Além da pesquisa, Colli teve papel ativo na gestão da ciência do Brasil. A atuação foi marcada pelo apoio à formação de novos pesquisadores e à internacionalização da ciência brasileira. Alguns cargos importantes:
- Presidente da Comissão Técnica Nacional de Biossegurança (CTNBio).
- Membro do Conselho Superior da FAPESP (1988–1994) e coordenador adjunto de sua Diretoria Científica (2003–2020).
- Diretor do Centro Nacional de Pesquisa em Energia e Materiais (CNPEM).